# Yeohaengja
Yeohaengja (여행자), noto anche con il titolo internazionale A Brand New Life, è un film del 2009 diretto da Ounie Lecomte. Lee Chang-dong ha collaborato alla revisione della sceneggiatura.
Il film nasce da un'esperienza autobiografica: la regista è stata ospite, per un anno a Seul, di un orfanotrofio gestito da suore cattoliche.

## Trama
1975. Jinhee è una bambina ancora molto piccola, il cui mondo è rappresentato interamente dalla figura del padre. L'uomo acquista per la piccola vestiti nuovi prima di partire con lei verso una meta sconosciuta. Jinhee è felice ed emozionata per questo viaggio inaspettato, ma la sua vita va in pezzi quando scopre che la destinazione ultima è un orfanotrofio, in cui il padre la lascia senza esitazioni. Inizia così per Jinhee una vita nuova e difficile: la bambina non riesce a rassegnarsi all'abbandono, si ribella alle regole della scuola e mantiene un atteggiamento selvaggio, convinta che il padre tornerà a prenderla. Col passare del tempo però è costretta a rassegnarsi e inizia a condividere la vita delle altre bambine ospiti all'orfanotrofio, una vita fatta di speranze e di preparazione alle visite delle famiglie potenzialmente adottanti. Jinhee stringe una profonda amicizia con Sookhee, più grande di lei di qualche anno, il cui sogno più grande è che una famiglia la adotti e la porti negli Stati Uniti.

## Riconoscimenti
Il film Yeohaengja ha valso alla regista Lecomte vari premi, vinti in occasioni quali il Tokyo International Film Festival, il Cinekid Festival (nel 2009), il Palm Springs International Film Festival, l'Oslo Films from the South Festival e il Festival internazionale del cinema di Berlino (nel 2010). In particolare, la giuria del Palm Springs International Film Festival ha commentato la premiazione affermando che il film «si è distinto per la sua visione compiuta di un percorso emozionale, che è stato allo stesso tempo potente e commovente, ma pieno di speranza. Tale abilità della regista nel lavorare con una giovane attrice protagonista ha portato a una narrazione viscerale che evoca l'infanzia, la perdita e tutte le sue vulnerabilità».
Inoltre il film ha vinto agli Asia Pacific Screen Awards, e nel 2010 l'attrice Sae-ron Kim è stata candidata, per la sua interpretazione, a un Asian Film Award.